# اوچ‌تپه (ازبکستان)
اوچ‌تپه (به ازبکی: Uchtepa) یک منطقهٔ مسکونی در ازبکستان است که در شهرستان جیزک واقع شده‌است. اوچ‌تپه ۱۰٬۱۱۰ نفر جمعیت دارد.